# Andreas Hass
Andreas Hass (* 22. Juni 1969 in Berlin) ist ein deutscher Drehbuchautor.

## Karriere
Andreas Hass arbeitete nach dem Abitur in verschiedenen Bereichen der Filmproduktion (Regieassistenz, Kameraassistenz, Aufnahmeleitung, Beleuchtung etc.) sowie als freier Fotograf für diverse Berliner Stadtmagazine. 1993 begann er sein Studium der Theater-, Film- und Fernsehwissenschaften sowie der Germanistik (Neuere Deutsche Literatur) an der Freien Universität Berlin. 1999 folgte ein Studium an der Deutschen Film- und Fernsehakademie Berlin (dffb) mit dem Abschluss als Diplom-Drehbuchautor. Seither ist er freiberuflich als Autor von Drehbüchern und als Dramaturg und Texter für Bühnenstücke tätig, unter anderem für die humorvoll-modernen Inszenierungen der Mozartopern „Die Zauberflöte in der U-Bahn“, die im Sommer 2008 im Berliner U-Bahnhof Bundestag aufgeführt wurde und der Oper „Cosi fan tutte – Sex, Lügen & TV“, welche im Winter 2009  im Berliner e-werk Premiere hatte.

## Drehbücher
- 1997: Der Fall Hänsel und Gretel
- 2000: Tanz der Delphine
- 2000: Porcus Delicti
- 2000: Alarm für Cobra 11, Episode: Ein Grab aus Beton
- 2001: KaLaoke
- 2002: Sechs Werbespots für Bahn TV
- 2003: Der Blindgänger
- 2004: The Date (Kurzfilm)
- 2004: Babett
- 2005: Fünf Werbespots für die Deutsche Entertainment AG
- 2005: Leben und Tod der Sophie Charlotte (Bühnenstück)

## Auszeichnungen
- 2004: Der Blindgänger – Bester Kurzfilm beim Brooklyn International Film Festival
- 3. Publikumspreis Newcomer beim Landshuter Kurzfilmfestival: Der Blindgänger
- Jurypreis „Gewalt – Sehen – Helfen“ beim Festival Short at Moonlight 2005: Der Blindgänger
- 2007: The Date – Kurzfilmpreis der Friedrich Wilhelm Murnau Stiftung

| Personendaten    | Personendaten           |
| ---------------- | ----------------------- |
| NAME             | Hass, Andreas           |
| KURZBESCHREIBUNG | deutscher Drehbuchautor |
| GEBURTSDATUM     | 22. Juni 1969           |
| GEBURTSORT       | Berlin                  |